# Becca Colinte
Becca Colinte är en bergstopp i Schweiz. Den ligger i distriktet Entremont och kantonen Valais, i den sydvästra delen av landet, 120 km söder om huvudstaden Bern. Toppen på Becca Colinte är 2 813 meter över havet.